# Julia Wissert
 (décembre 2021).
La mise en forme du texte ne suit pas les recommandations de Wikipédia : il faut le « wikifier ».
Les points d'amélioration suivants sont les cas les plus fréquents. Le détail des points à revoir est peut-être précisé sur la page de discussion.
- Les titres sont pré-formatés par le logiciel. Ils ne sont ni en capitales, ni en gras.
- Le texte ne doit pas être écrit en capitales (les noms de famille non plus), ni en gras, ni en italique, ni en « petit »…
- Le gras n'est utilisé que pour surligner le titre de l'article dans l'introduction, une seule fois.
- L'italique est rarement utilisé : mots en langue étrangère, titres d'œuvres, noms de bateaux, etc.
- Les citations ne sont pas en italique mais en corps de texte normal. Elles sont entourées par des guillemets français : « et ».
- Les listes à puces sont à éviter, des paragraphes rédigés étant largement préférés. Les tableaux sont à réserver à la présentation de données structurées (résultats, etc.).
- Les appels de note de bas de page (petits chiffres en exposant, introduits par l'outil «  Source ») sont à placer entre la fin de phrase et le point final[comme ça].
- Les liens internes (vers d'autres articles de Wikipédia) sont à choisir avec parcimonie. Créez des liens vers des articles approfondissant le sujet. Les termes génériques sans rapport avec le sujet sont à éviter, ainsi que les répétitions de liens vers un même terme.
- Les liens externes sont à placer uniquement dans une section « Liens externes », à la fin de l'article. Ces liens sont à choisir avec parcimonie suivant les règles définies. Si un lien sert de source à l'article, son insertion dans le texte est à faire par les notes de bas de page.
- La présentation des références doit suivre les conventions bibliographiques. Il est recommandé d'utiliser les modèles {{Ouvrage}}, {{Chapitre}}, {{Article}}, {{Lien web}} et/ou {{Bibliographie}}. Le mode d'édition visuel peut mettre en forme automatiquement les références.
- Insérer une infobox (cadre d'informations à droite) n'est pas obligatoire pour parachever la mise en page.

Pour une aide détaillée, merci de consulter Aide:Wikification.
Si vous pensez que ces points ont été résolus, vous pouvez retirer ce bandeau et améliorer la mise en forme d'un autre article.
Julia Wissert, née en 1984 à Fribourg-en-Brisgau (Allemagne), est une metteuse en scène et directrice artistique allemande. Depuis la saison 2020-2021, elle est la directrice artistique du département de théâtre du Dortmund Theater.

## Biographie
Julia Wissert est née à Fribourg-en-Brisgau et a grandi dans le Kaiserstuhl au sud de l'Allemagne. Après avoir obtenu son Abitur (équivalent du baccalauréat), elle a vécu à Sydney, Londres et Salzbourg, où elle a travaillé à la fois sur la scène et dans les coulisses. Elle a fait des études d'Arts et Médias à l'Université de Surrey (Londres) et a été formée à la mise en scène par Amélie Niermeyer à l'Université Mozarteum de Salzbourg. Avec d'autres étudiants et étudiantes de sa promotion à l'Université de Surrey, elle a fondé le collectif théâtral Banditos Perditos, spécialisé dans la création de performances. Elle s'est particulièrement intéressée à cette forme d'art et à la notion d'intervention (dans un lieu spécifique) auxquelles elle a consacré son mémoire.

### Carrière
Julia Wissert a été assistante à la mise en scène au Théâtre de Fribourg, au Théâtre de Bâle et au Théâtre d'État d'Oldenbourg (Oldenburgisches Staatstheater). C'est à Oldenbourg qu'elle a monté ses premières créations (Café D'Amour, Bagdad Burning...). Son travail scénique est alors proche du théâtre musical. En créant des performances à Londres, elle a développé un intérêt croissant pour les formes interdisciplinaires qui brouillent les frontières entre les domaines artistiques et les genres.
Elle a remporté le prix du public Körber Studio Junge Regie à Hambourg pour sa mise en scène d'Une Maison de poupée d'Ibsen. Elle a également mis en scène des opéras comme l'Empereur d'Atlantis ou La Voix humaine. Elle a obtenu le prix de la ville de Salzbourg pour sa création Salzburger Totentanz (danse macabre de Salzbourg).
En 2014, elle a reçu le prix de la mise en scène Kurt Huebner pour son spectacle Der Junge vor der Tür (Hessisches Staatstheater Wiesbaden).
Wissert travaille comme metteuse en scène indépendante depuis 2015. Elle a monté des pièces dans de nombreux grands théâtres, dont le Théâtre Maxim Gorki à Berlin, le Théâtre national de Brno, le Théâtre d'État d'Oldenbourg et le Schauspielhaus Bochum. Pour son spectacle 2069 (Schauspielhaus Bochum), elle a été nommée au prix du théâtre jeune public du Stückemarkt de Heidelberg.
En 2019, dans le cadre du festival Stückemarkt du Theatertreffen de Berlin, elle a monté la pièce Vantablack de Nazareth Hassan. Elle a également créé la série théâtrale participative Die Universen au Théâtre d'État de Hanovre.
À 36 ans, elle prend la direction artistique du département théâtral du Dortmund Theater pour la saison 2020/21.

### Engagement
Julia Wissert a beaucoup thématisé le racisme dans ses textes, et notamment le racisme structurel au théâtre qui a constitué le sujet de sa thèse en 2014 (Schwarz.Macht.Weiß: eine künstlerische Recherche zu strukturellem Rassismus auf deutschsprachigen Bühne).
Les créations de Julia Wissert questionnent l'autonomie et l'empowerment dans une société comprise comme un système. Elle adopte un point de vue intersectionnel et critique pour interroger la création théâtrale et le contexte sociétal dans laquelle elle s'inscrit.
En 2017, elle a élaboré avec l'avocate Sonja Laaser une clause antiraciste qui vient s'ajouter au contrat de travail de l'artiste et par laquelle la direction de l'institution culturelle s'engage de manière contractuelle à demander des éclaircissements rapides en cas de comportement discriminatoire envers l'artiste.

## Œuvres

### Mises en scène (sélection)
- 2012 : Une maison de poupée (Mozarteum Salzbourg)
- 2013 : L'Empereur d'Atlantis (Mozarteum Salzbourg)
- 2013 : Salzburger Totentanz (Mozarteum Salzbourg)
- 2014 : Der Junge vor der Tür (Hessisches Staatstheater Wiesbaden)
- 2015 : Escape That Conditiones Me (Théâtre Maxim Gorki)
- 2016 : Nero (Théâtre de Trèves / Musée municipal Simeonstift de Trèves)
- 2016 : La Voix humaine / Trouble in Tahiti (Théâtre d'État d'Oldenbourg)
- 2018 : L'Odyssée (Théâtre National de Brno)
- 2018-2019 : 2069 – Das Ende der Anderen (Schauspielhaus Bochum)
- 2019 : Zula Money (Ruhrfestspiele Recklinghausen)
- 2019 : Vantablack (Stückemarkt Theatertreffen)
- 2019-2020 : The Universes (Hanovre)
- 2020 : 2170 – Was wird die Stadt gewesen sein, in der wir leben werden? (Theater Dortmund)

### Pièce radiophonique
- 2014 : Histoires de femmes : Radio Penthesilea, librement inspiré de Penthésilée de Heinrich von Kleist.

## Récompenses
- 2012 : Prix du Public Körber Studio Junge Regie pour Nora (Une Maison de poupée)
- 2013 : Prix de la Ville de Salzbourg pour Salzbourg Danse macabre
- 2014 : Prix Kurt Huebner du réalisateur pour Le garçon devant la porte
- 2020 : Nomination pour le prix du théâtre jeune public Heidelberger Stückemarkt (en raison de la pandémie de Covid-19, le prix a été divisé entre les nommés)